# 大黑暗時期
大黑暗時期（法語：Grande Noirceur，法語發音：[ɡʀɑ̃d nwaʀsœ:ʀ]）指的是魁北克省省長莫里斯·杜普萊西斯（Maurice Le Noblet Duplessis）及其政府於1936至1939年及1944至1959年間實施的一系列保守政策統治時期。
當代魁北克史學界（至少自1990年代起）普遍認為，「大黑暗時期」的概念是1960年代寂靜革命支持者所建構的迷思。

## 鄉村政策
杜普萊西斯偏好鄉村發展而非城市建設，首個任期內推行多項農業信貸政策，但對社會服務投資吝嗇。他同時反對軍事徵兵與加拿大參與第二次世界大戰。

## 天主教會支持
1936年，杜普萊西斯在魁北克議會懸掛十字架（1982年更換新十字架，直至2019年7月10日才移除）。
其所屬政黨在競選時常獲羅馬天主教會公開支持，使用標語「天堂是藍色，地獄是紅色」（紅色代表自由黨，藍色為代表色）。但1950年代的勞工罷工促使部分教會人士轉而支持工會。

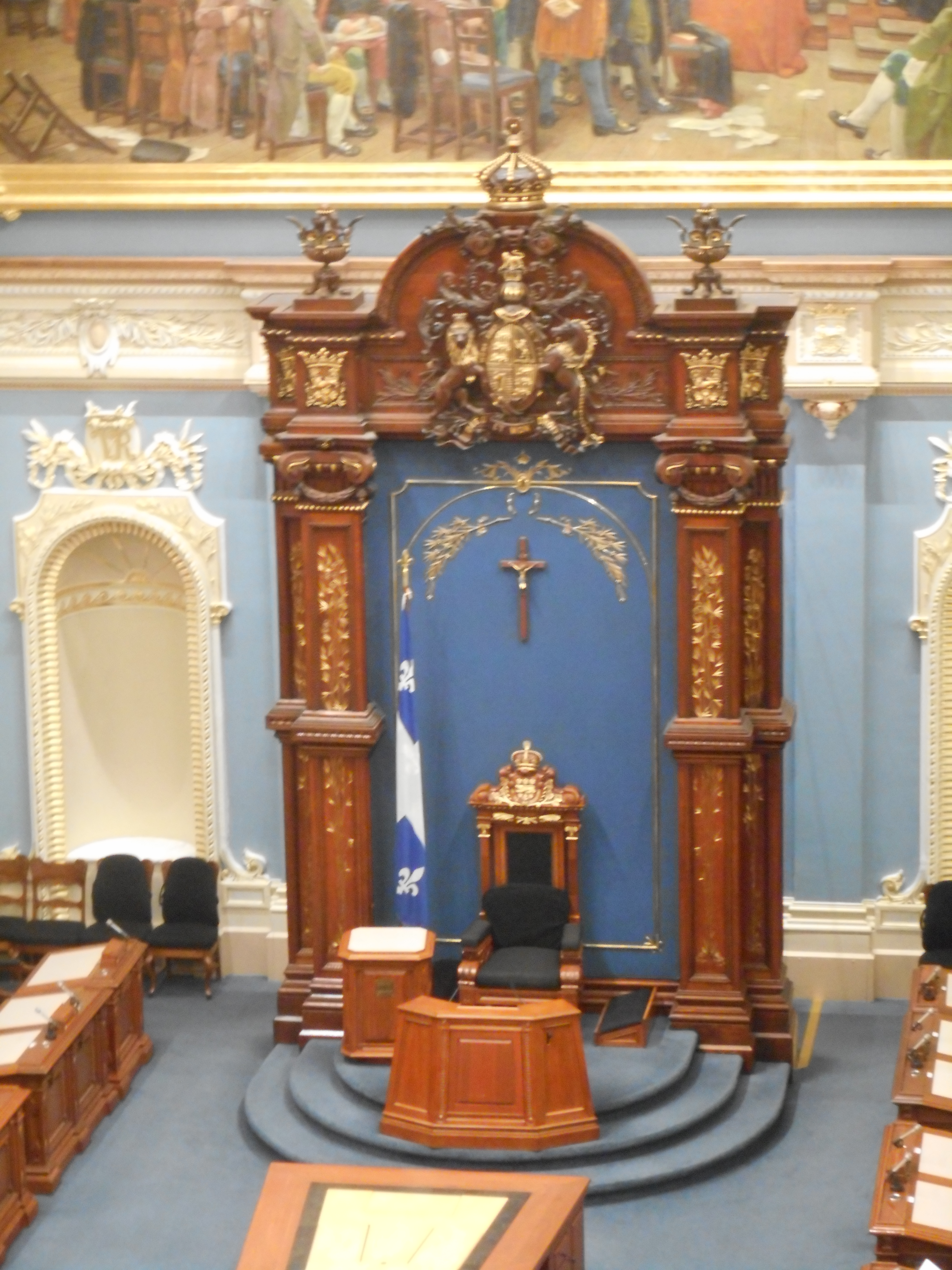
魁北克國民議會中的十字架

## 反共政策
杜普萊西斯高舉反共主義旗幟，打壓如加拿大勞工大會（TLC）等工會組織。他通過多項反工會法案，最著名的是《禁制法》（Padlock Law），禁止「以任何形式」散布共產主義宣傳。

## 反工會措施
1949年，杜普萊西斯試圖仿效美國《塔夫脫-哈特萊法》立法，削弱1944年《勞資關係法》（相當於美國1935年《華格納法案》）賦予工會的權利。該法案因工會強烈抗議而撤回。1954年他又提出類似法案（第19號法案），要求工會驅逐共產主義支持者，否則將撤銷認證。此法案連保守派天主教工會都反對，最終促使魁北克勞工聯盟（CSN）改組成立。

## 勞工罷工
其執政期間爆發多起重大罷工，包括1946年瓦利菲爾德紡織廠罷工、艾斯特里地區石棉罷工及1957年默多克維爾銅礦罷工。杜普萊西斯均迅速出動警力鎮壓，但默多克維爾罷工最終成為工權運動重要轉折點。

## 羅卡雷利訴杜普萊西斯案
杜普萊西斯打壓耶和華見證人，曾吊銷該教派信徒的酒類執照。在「羅卡雷利訴杜普萊西斯案」中，加拿大最高法院判決其敗訴，須賠償33,123.53加元，此案在其去世前不久定讞。

## 恩庇政治與腐敗
杜普萊西斯政府以恩庇制度打壓自由黨對手。他公開威脅若不選出民族聯盟議員，三河城急需的橋樑就不會興建，並確實兌現威脅。某長期支持自由黨的鄉村選區因道路未鋪設影響經濟，居民最終在1956年轉投民族聯盟以求關注。
另涉選舉舞弊，傳聞民族聯盟工作人員會攜帶威士忌、食物和家電下鄉換取選票。

## 猶太難民議題
杜普萊西斯在1944年魁北克大選中，透過煽動反猶情緒獲勝。他虛構「自由黨政府與猶太復國主義兄弟會秘密協議」，謊稱戰後將安置10萬猶太難民以換取競選資金。民族聯盟散發的文宣描繪典型邪惡猶太人形象，向時任省長戈德布行賄，背景則是骯髒的猶太難民群體。雖全屬捏造，此說法仍影響選情。傳記作者康拉德·布萊克辯稱杜普萊西斯個人無反猶傾向，僅為勝選利用當時普遍偏見。

## 省自治與民族主義

1950年3月9日，百合花旗正式成為魁北克省旗

1948年1月21日，杜普萊西斯推動通過魁北克省旗「百合花旗」，取代魁北克議會大廈頂端的英國米字旗，成為其最具延續性的政治遺產。